# Orkan

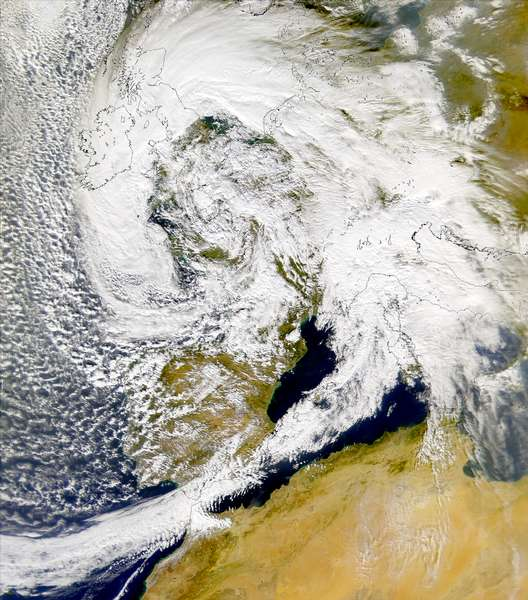
Zyklon Rebekka in Westeuropa (2000)

Als Orkan werden im weiteren Sinn Winde mit der Stärke 12 auf der Beaufortskala bezeichnet, im engeren Sinn werden darunter Nordatlantiktiefs verstanden, in denen solche Winde mit der Stärke 12 auftreten.
Früher wurden alle Winde mit Orkanstärke als Orkane bezeichnet. Winde mit Orkanstärke können zum Beispiel in tropischen Wirbelstürmen, in kräftigen außertropischen Tiefdruckgebieten, in Tornados und in Downbursts auftreten. Heute werden nur noch nordatlantische Tiefdruckgebiete mit Winden in Orkanstärke als „Orkan“ bezeichnet.

## Etymologie
Das Wort „Orkan“ ist eine etymologische Dublette des Wortes „Hurrikan“: beide gehen letztlich wohl auf die Sprache der Taíno, der Ureinwohner der Großen Antillen, zurück. Denkbar, aber nicht bewiesen, ist ein Zusammenhang des Taíno-Wortes (das erstmals 1511/1516 bei Petrus Martyr von Anghiera in der latinisierten Pluralform furacanes dokumentiert ist) mit Huracán bzw. Hun-r-akan, dem Namen einer unter anderem für schwere Stürme verantwortlichen Gottheit der Maya des mittelamerikanischen Festlands, die mit den Taíno allerdings sprachlich nicht verwandt und auch kulturell sehr verschieden waren.
Über das Spanische (huracán, erstmals 1526 bezeugt) gelangte dieses Wort noch im 16. Jahrhundert ins Portugiesische (furacão), Englische (hurricane) und Französische (ouragan), im späten 17. Jahrhundert dann über das Niederländische (orkaan; in dieser Schreibung erstmals 1676 bezeugt, zuvor aber auch schon in Formen wie uracaen, horkaen und orancaen) als „Orkan“ schließlich auch ins Deutsche (erstmals 1669) und erfreute sich hier in der Folge einiger Beliebtheit in der Barockdichtung, was wiederum den für seine Aversion gegen Fremdwörter bekannten Philipp von Zesen vorschlagen ließ, statt „Orkan“ besser „Höllensturm“ zu schreiben. Diese Eindeutschung (die ihrerseits wohl an den Orcus der römischen Mythologie anknüpft) konnte sich jedoch – anders als einige andere Zesensche Wortschöpfungen wie Anschrift für Adresse oder Leidenschaft für Passion – nicht durchsetzen; im Gegenteil entwickelte sich „Orkan“ auch in der deutschen Wissenschafts- und Alltagssprache zur heute kaum mehr als Fremdwort wahrgenommenen Standardbezeichnung für die atlantischen Stürme, die besonders im Herbst und Winter über Europa hinwegfegen. Als „Hurrikan“ (im 19. Jahrhundert aus dem Englischen entlehnt, zuvor in Formen wie Furacan allenfalls als Exotismus in Reisebeschreibungen anzutreffen) werden heute hingegen die tropischen Wirbelstürme des Nordatlantiks sowie des östlichen Pazifiks bezeichnet.

## Entstehung
Orkane im engeren Sinn, also außertropische Tiefdruckgebiete, entstehen vor allem im Herbst und Winter, da in dieser Zeit die Temperaturunterschiede zwischen der Polarregion und den Tropen besonders groß sind. Wenn diese Luftmassen aufeinandertreffen (Okklusion), entstehen starke Stürme.
Auf dem Festland sind außer auf exponierten Berggipfeln, Inseln und Küstengebieten mittlere Winde mit Orkanstärke wegen der erhöhten Bodenreibung selten. Meist werden dort solch hohe Windgeschwindigkeiten nur in Böen erreicht.
Der Orkan bzw. die Orkanböe ist per Definition zu unterscheiden vom orkanartigen Sturm bzw. der orkanartigen Böe, bei denen nur eine Windstärke 11 auf der Beaufortskala erreicht wird.

## Nennenswerte Orkane im engeren Sinn
- Luciaflut, 13./14. Dezember 1287
- Zweite Marcellusflut, 15./17. Januar 1362
- Burchardiflut, 11./12. Oktober 1634
- Großer Sturm von 1703, Dezember 1703
- Märzorkan 1876, März 1876 – Spitzengeschwindigkeit: ca. 170 km/h
- Augustorkan 1956, 25. August 1956 – Spitzengeschwindigkeit im Flachland über 120 km/h[8]
- Sturmflut 1962, 16./17. Februar 1962
- Adolph-Bermpohl-Orkan, 23. Februar 1967 – schwerster bis heute bekannter Orkan an der deutschen Nordseeküste und in der Deutschen Bucht. Mittlere Windgeschwindigkeit über mehrere Stunden: 149 km/h (Helgoland), Spitzenböen konnten nicht gemessen werden;[9] vermutlich deutlich über 200 km/h.
- Quimburga (Niedersachsenorkan), 13. November 1972 – Spitzengeschwindigkeit: 245 km/h
- Capella, 3. Januar 1976 – Spitzengeschwindigkeit: 145 km/h
- Westeuropa-Orkan, 15./16. Oktober 1987
- Daria, 26. Januar 1990 – Spitzengeschwindigkeit: 200 km/h
- Vivian, 25.–27. Februar 1990 – Spitzengeschwindigkeit: 268 km/h
- Wiebke, 28. Februar/1. März 1990 – Spitzengeschwindigkeit: 285 km/h
- Anatol, 2./3. Dezember 1999 – Spitzengeschwindigkeit: 183 km/h
- Lothar, 26. Dezember 1999 – Spitzengeschwindigkeit: 272 km/h
- Jeanett, 26./27. Oktober 2002 – Spitzengeschwindigkeit 183 km/h
- Gudrun, 8./9. Januar 2005 – Spitzengeschwindigkeit: 151 km/h
- Kyrill, 18. Januar 2007 – Spitzengeschwindigkeit: 225 km/h
- Tilo, 9. November 2007 – Spitzengeschwindigkeit: 137 km/h
- Paula, 26./27. Januar 2008 – Spitzengeschwindigkeit: 230 km/h
- Emma, 1./2. März 2008 – Spitzengeschwindigkeit: 236 km/h
- Xynthia, 25.–28. Februar 2010 – Spitzengeschwindigkeit: 238 km/h
- Joachim, 16. Dezember 2011 – Spitzengeschwindigkeit 212 km/h
- Andrea, 5. Januar 2012 – Spitzengeschwindigkeit: 270 km/h (Meteomedia, Konkordiahütte)
- Christian, 27./28. Oktober 2013 – Spitzengeschwindigkeit: 171 km/h (St. Peter-Ording)
- Xaver, 5./6. Dezember 2013 – Spitzengeschwindigkeit: 229 km/h (Aonach Mòr, Schottland)
- Niklas, 29. März–1. April 2015 – Spitzengeschwindigkeit: 213 km/h (Zugspitze)
- Egon, 12./13. Januar 2017 – Spitzengeschwindigkeit: 140 km/h (Deutschland), 154 km/h (Säntis, Schweiz)[10]
- Friederike, 18. Januar 2018 – Spitzengeschwindigkeit: 204 km/h (Brocken)[11]
- Sabine, 9./10. Februar 2020 – Spitzengeschwindigkeit: 219 km/h (Cap Corse, Frankreich)
- Zeynep, 18./19. Februar 2022 – Spitzengeschwindigkeit: 196 km/h

## Wirtschaftliche Folgen

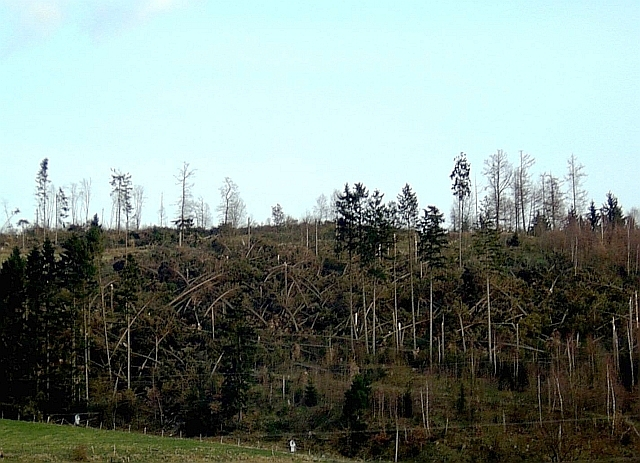
Sturmschaden im Sauerland (Schmallenberg) vom 18. Jan. 2007

Die wirtschaftlichen Folgen von Orkanen können auf einzelne Gebiete beschränkt sein, aber auch große Regionen treffen. Materielle Schäden lassen sich in direkte Schäden (Gebäude, Infrastruktur, Wälder, Automobile usw.) und indirekte Schäden (Aufräumarbeiten, Produktionsausfälle, Folgekosten usw.) unterteilen. Nicht alle Schäden sind versichert, so dass der Gesamtschaden oft mehr als doppelt so hoch ist wie der versicherte Schaden. Durch die Entwicklung der Informationstechnik hat sich die systematische Erfassung der Schäden in den letzten Jahrzehnten wesentlich verbessert. Bei Aussagen im Rahmen des Klimawandels ist zu beachten, dass es Unterschiede zwischen persönlichen Beobachtungen, der tatsächlichen Häufigkeit und den bezifferten Schäden gibt. Die Münchener Rückversicherungs-Gesellschaft schrieb 1999 dazu: „Verglichen mit vielen Regionen der Welt, werden Deutschland und die anderen Länder Mitteleuropas von Naturgefahren nicht übermäßig bedroht. … Die außerordentlich hohe Besiedlungsdichte und die enormen volkswirtschaftlichen Wertekonzentrationen führen dazu, daß nahezu jedes größere Naturereignis zu einem Schadenereignis – und häufig genug auch zu einer wirklichen Naturkatastrophe – wird.“
Beispiele aus Deutschland sind:
- Das Orkantief Quimburga am 13. November 1972 richtete in Deutschland einen Sachschaden von damals 1,34 Mrd. DM (in heutiger Kaufkraft 2,23 Mrd. Euro) an.
- Durch den Orkan Kyrill wurden am 18. Januar 2007 bundesweit nach den Daten des Deutschen Forstwirtschaftsrates (DFWR) fast 20 Millionen Kubikmeter Holz vernichtet. Grob hochgerechnet dürfte das mehr als 40 Millionen Bäumen entsprechen. In den Wäldern Nordrhein-Westfalens richtete Kyrill den größten dort jemals festgestellten Schaden an. Besonders betroffen war das Sauer- und Siegerland. Nach den Angaben des Landesbetriebs Forst und Holz knickte er in NRW rund 25 Millionen Bäume um.[14] Nach den Angaben des Gesamtverbandes der Deutschen Versicherungswirtschaft (GDV) vom November 2008 zahlten die deutschen Versicherer für über 2,3 Millionen Schadensfälle rund 2,4 Milliarden Euro an ihre Kunden aus.[15]

In Deutschland sehen Gebäudeversicherungsverträge regelmäßig eine Haftung für Sturmschäden vor. Unter Sturm verstehen die Allgemeinen Versicherungsbedingungen für Wohngebäude (§ 8 VGB 88) eine wetterbedingte Luftbewegung von mindestens Windstärke 8. Ähnlich ist die Definition in § 3 Abs. 3 a FEVB, wonach es sich um eine atmosphärisch bedingte Luftbewegung von mindestens Windstärke 8 nach Beaufort handeln muss. Damit weicht der versicherungsrechtliche Begriff von den meteorologischen Begrifflichkeiten ab. Stärke 8 bedeutet nach der maßgeblichen Beaufortskala „stürmischer Wind, der Zweige von Bäumen bricht und das Gehen im Freien erheblich erschwert“. Der Versicherungsnehmer einer Gebäudeversicherung, der das Vorliegen eines Sturms behauptet, kann in Grenzfällen Nachweisschwierigkeiten ausgesetzt sein. Zum Nachweis eines Sturmschadens ist es freilich nicht erforderlich, dass der Beweis für ein direktes Auftreffen einer Luftbewegung von mindestens Windstärke 8 auf das versicherte Gebäude erbracht wird. Ausreichend ist nach Ansicht des Oberlandesgerichts Karlsruhe, dass am Gebäude von Luftbewegungen verursachte Schäden aufgetreten sind und in seiner näheren Umgebung zu gleicher Zeit ein Sturm der Windstärke 8 aufgetreten ist.